# Haplosclerida
Haplosclerida is een orde van sponsdieren uit de klasse van de Demospongiae (gewone sponzen).

## Families
- Calcifibrospongiidae Hartman, 1979
- Callyspongiidae de Laubenfels, 1936
- Chalinidae Gray, 1867
- Niphatidae van Soest, 1980
- Petrosiidae van Soest, 1980
- Phloeodictyidae Carter, 1882